# Antigues escoles (Sant Martí Sarroca)
Les Antigues escoles és una obra de Sant Martí Sarroca (Alt Penedès) protegida com a Bé Cultural d'Interès Local.

## Descripció
És un conjunt format per una capella central i dues aules laterals, amb planta baixa i pis. La façana presenta una composició simètrica amb un porxo lateral, arcades d'arcs de mig punt, balcons amb balustrades, ràfecs i coronament central ondulat. El conjunt respon a l'estètica noucentista.

## Història
Són les antigues escoles de Sant Martí Sarroca.